# 貝おほひ
『貝おほひ』（かいおおい）は、松尾芭蕉の俳諧集。1672年（寛文12年）刊。
松尾芭蕉がまだ故郷にあって、宗房と名乗っていた頃の30番俳諧合であり、処女出版でもある。

## 序詞
その序には、「小六ついたる竹の杖、ふしふし多き小歌にすがり、あるは流行言葉の一くせあるを種として、云捨られし句どもを集め 右と左にわかちて つれぶしにうたはしめ　自らが短き筆の辛気ばらし 清濁高下を記して 三十番の発句合せを思い（中略）当所あまみつおほん神（天満宮）のみやしろの手向草となしぬ 寛文十二年正月二十五日 伊賀上野松尾氏宗房 釣月軒にして自ら序す」と書いてある。時に芭蕉29歳。

## 収録作品
中にある芭蕉の句には、「きても見よ甚兵衛が羽折花ごろも 女夫鹿や毛が揃うて毛むづかし」などがある。「芝三田二丁目 中野半兵衛開板」とあるから江戸で出版されたと推察されるが、原本は伝わらない。